# Schwips
Schwips (von schwippen, „schwanken“, zuerst im 19. Jahrhundert in Österreich belegt) oder Spitz ist eine umgangssprachliche Bezeichnung für einen leichten Rausch durch Konsum von Alkohol. Der Begriff ist auch in der Küchensprache bekannt, wobei hier jedoch alkoholische Getränke als Zutat zu Speisen eine Rolle spielen.

## Schwips nach Alkoholkonsum
Mit einem Schwips wird die beschwingende, nur leicht berauschende und enthemmende Wirkung des Alkohols verbunden und nicht eine die Sinne einschränkende. In diesem Sinn wird auch öfter der Ausdruck eines Damenspitzerls verwendet. Der Schwips, der als Übergangszustand von „nüchtern“ zu „betrunken“ anzusehen ist, gilt gemeinhin als gesellschaftlich akzeptiert und wird von der Gesellschaft in der Regel nicht – bzw. erst ab einer gewissen und auffallenden Häufigkeit – als Alkoholmissbrauch angesehen.
In Fachkreisen wie etwa in der Rechtsmedizin geht man bei durchschnittlicher Beurteilung der Auswirkungen von Alkoholkonsum bei einer Blutalkoholkonzentration von 0,2 bis 0,5 Promille (‰) von einem leichten Grad an Alkoholbeeinflussung aus, der etwa dem Begriff „Schwips“ entspricht. Dabei kann das Erscheinungsbild sehr unterschiedlich sein, da „die individuelle Verträglichkeit von Alkohol beim Menschen außerordentlich unterschiedlich ist“.
Der Zustand des leichten Rausches wird auch mit „beschwipst“ bezeichnet.

## Schwips in der Küchensprache

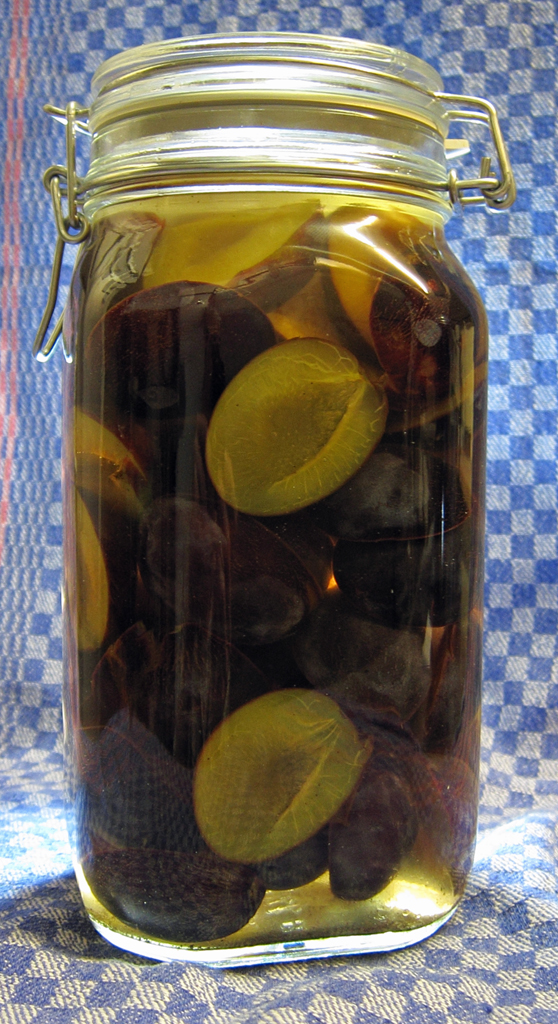
In Rum, Kirschwasser und Zucker eingelegte Zwetschgen (zur Verwendung bei Desserts „mit Schwips“)

Als „mit Schwips“ oder ebenfalls als „beschwipst“ werden Speisen bezeichnet, die bzw. deren Zutaten mit alkoholischen Getränken zubereitet oder in alkoholische Getränke getaucht wurden. Beispielsweise handelt es sich bei Pfirsich mit Schwips um Pfirsiche, die zuvor in einem Weinbrandgemisch eingelegt wurden. Bei der Zubereitung von Speisen „mit Schwips“ wurden und werden in der regionalen Küche vielfach alkoholische Getränke aus der Region verwendet, wie Wein oder auch Apfelmost. Darüber hinaus sind dabei oft Cognac, Weinbrand und Rum sowie Liköre wie z. B. Amaretto gebräuchlich. Anzutreffen ist diese Zubereitungsart insbesondere bei verschiedenen Desserts und Torten.